# Mount Flower
Mount Flower ist ein Berg mit zwei Gipfeln, dessen höherer mit 1465 m an der Rymill-Küste des Palmerlands auf der Antarktischen Halbinsel. Er ragt etwa 10,5 km landeinwärts des Carse Point und des George-VI-Sunds auf.
Der Berg liegt am Rand eines Gebiets, das der US-amerikanische Polarforscher Lincoln Ellsworth bei einem Überflug am 23. November 1935 fotografierte. Eine erste Vermessung nahmen Teilnehmer der British Graham Land Expedition (1934–1937) unter der Leitung des australischen Polarforschers John Rymill vor. Das UK Antarctic Place-Names Committee benannte den Berg 1954 nach Geoffrey Chambers Flower (1896–1975), Vermessungsausbilder der Royal Geographical Society von 1933 bis 1940, der Rymill bei der Organisation der Forschungsreise und der Ausarbeitung der geplanten Vermessungen behilflich war.